# Isola Vicentina
Isola Vicentina är en ort och kommun i provinsen Vicenza i regionen Veneto i Italien. Kommunen hade 10 242 invånare (2018).